# 1980年夏季残疾人奥林匹克运动会芬兰代表团
1980年夏季残疾人奥林匹克运动会芬兰代表团是芬兰派出的1980年夏季残疾人奥林匹克运动会代表团。获得8枚金牌、19枚银牌和13枚铜牌。